# 白夫人 (徐溫)
白夫人（?—?），一说姓田，中國五代十国之南唐义祖徐温的第一任夫人。她事跡不详，徐温的养子徐知诰（李昪）取代南吴建立南唐，李昪追尊他的养母（徐溫的第二任夫人）李氏为明德皇后，而没有给白夫人以合适的尊号。
白夫人的儿子徐知证、徐知谔在宋朝時成为福建民间信仰的二徐真人，白夫人因而得到了道教的祭祀。宋理宗封徐温为忠武真人，白氏为仁寿仙妃。
明成祖封徐知证为金阙洪恩真君，徐知谔玉阙洪恩真君，白氏为淑善仙妃。明宪宗封白氏为安宁护国恭靖元君，在洪恩灵济宫供奉。北京现有洪恩灵济宫所在的灵境胡同，福建现有灵济宫碑、灵济宫碑亭。